# Bahamas aux Jeux olympiques d'été de 2000
Les Bahamas participent aux Jeux olympiques d'été de 2000 à Sydney.

## Délégation
Les Bahamas sont représentés par vingt-cinq sportifs dont seize hommes et neuf femmes engagés dans trois sports: l'athlétisme, la natation et le tennis.

## Nombre d'athlètes qualifiés par sport
Voici la liste des qualifiés et sélectionnés Bahaméens par sport (remplaçants compris) :
| Sport      | Hommes | Femmes | Total |
| ---------- | ------ | ------ | ----- |
| Athlétisme | 10     | 9      | 19    |

## Médaillés bahaméens
- Or
  - Pauline Davis-Thompson, Debbie Ferguson, Sevatheda Fynes et Chandra Sturrup — Athlétisme, Relais 4x100 m femmes
  - Pauline Davis-Thompson — Athlétisme, 200 m femmes
- - Chris Brown, Troy McIntosh, Avard Moncur, Timothy Munnings, Carl Oliver - Athlétisme, Relais 4x400 m hommes

## Athlétisme

### Hommes
| Athlète                                                               | Épreuve          | Séries        | Séries | Quarts de finale | Quarts de finale | Demi-finales  | Demi-finales | Finale        | Finale             |
| Athlète                                                               | Épreuve          | Temps         | Rang   | Temps            | Rang             | Temps         | Rang         | Temps         | Rang               |
| --------------------------------------------------------------------- | ---------------- | ------------- | ------ | ---------------- | ---------------- | ------------- | ------------ | ------------- | ------------------ |
| Renward Wells                                                         | 100 m            | 10 s 47       | 5e     | Eliminé          | Eliminé          | Eliminé       | Eliminé      | Eliminé       | Eliminé            |
| Renward Wells                                                         | 200 m            | 20 s 95       | 3e     | 21 s 26          | 8e               | Eliminé       | Eliminé      | Eliminé       | Eliminé            |
| Andrew Tynes                                                          | 200 m            | 21 s 00       | 5e     | Eliminé          | Eliminé          | Eliminé       | Eliminé      | Eliminé       | Eliminé            |
| Dominic Demeritte                                                     | 200 m            | 21 s 47       | 6e     | Eliminé          | Eliminé          | Eliminé       | Eliminé      | Eliminé       | Eliminé            |
| Avard Moncur                                                          | 400 m            | 45 s 23       | 1er    | 45 s 43          | 3e               | 45 s 18       | 5e           | Eliminé       | Eliminé            |
| Chris Brown                                                           | 400 m            | 45 s 80       | 1er    | 45 s 76          | 6                | Eliminé       | Eliminé      | Eliminé       | Eliminé            |
| Troy McIntosh                                                         | 400 m            | 47 s 06       | 6e     | Eliminé          | Eliminé          | Eliminé       | Eliminé      | Eliminé       | Eliminé            |
| Renward Wells Dominic Demeritte Iram Lewis Wellington Saunders-Whymms | Relais 4 × 100 m | 39 s 57       | 4e     | Eliminé          | Eliminé          | Eliminé       | Eliminé      | Eliminé       | Eliminé            |
| Avard Moncur Troy McIntosh Carl Oliver Chris Brown Tim Munnings       | Relais 4 × 400 m | 3 min 01 s 50 | 3e     | Non disputé      | Non disputé      | 2 min 59 s 02 | 2e           | 2 min 59 s 23 | Médaille de bronze |

### Femmes
| Athlète                                                                                             | Épreuve          | Séries  | Séries | Quarts de finale | Quarts de finale | Demi-finales | Demi-finales | Finale  | Finale        |
| Athlète                                                                                             | Épreuve          | Temps   | Rang   | Temps            | Rang             | Temps        | Rang         | Temps   | Rang          |
| --------------------------------------------------------------------------------------------------- | ---------------- | ------- | ------ | ---------------- | ---------------- | ------------ | ------------ | ------- | ------------- |
| Chandra Sturrup                                                                                     | 100 m            | 11 s 31 | 1er    | 11 s 22          | 3e               | 11 s 31      | 2e           | 11 s 21 | 5e            |
| Savatheda Fynes                                                                                     | 100 m            | 11 s 18 | 1er    | 11 s 10          | 1er              | 11 s 16      | 3e           | 11 s 22 | 6e            |
| Debbie Ferguson-McKenzie                                                                            | 100 m            | 11 s 10 | 1er    | 11 s 18          | 2e               | 11 s 34      | 4e           | 11 s 29 | 7e            |
| Pauline Davis-Thompson                                                                              | 200 m            | 22 s 61 | 2e     | 22 s 72          | 2e               | 22 s 38      | 1er          | 22 s 27 | Médaille d'or |
| Debbie Ferguson-McKenzie                                                                            | 200 m            | 23 s 19 | 2e     | 22 s 72          | 1er              | 22 s 62      | 1er          | 22 s 37 | 4e            |
| Chandra Sturrup                                                                                     | 200 m            | 23 s 09 | 3e     | 23 s 21          | 5e               | Eliminé      | Eliminé      | Eliminé | Eliminé       |
| Christine Amertil                                                                                   | 400 m            | 53 s 12 | 5e     | Eliminé          | Eliminé          | Eliminé      | Eliminé      | Eliminé | Eliminé       |
| Tonique Williams-Darling                                                                            | 400 m            | 53 s 43 | 6e     | Eliminé          | Eliminé          | Eliminé      | Eliminé      | Eliminé | Eliminé       |
| Sevatheda Fynes Chandra Sturrup Pauline Davis-Thompson Debbie Ferguson-McKenzie Eldece Clarke-Lewis | Relais 4 × 100 m | 42 s 58 | 1er    | Non disputé      | Non disputé      | 42 s 42      | 1er          | 41 s 95 | Médaille d'or |

| Athlète        | Épreuve           | Qualification | Qualification | Finale      | Finale  |
| Athlète        | Épreuve           | Performance   | Rang          | Performance | Rang    |
| -------------- | ----------------- | ------------- | ------------- | ----------- | ------- |
| Jackie Edwards | Saut en longueur  | 6,60 m        | 11e           | 6,59 m      | 6e      |
| Laverne Eve    | Lancer du javelot | 58,36 m       | 16e           | Eliminé     | Eliminé |